# مشروع أزوريان
مشروع أزوريان (سُمي خطأً في وسائل الإعلام «جينيفر» على الاسم الحركي لقسمه الأمني السري للغاية) كان مشروعًا لوكالة المخابرات المركزية الأمريكية، لانتشال غواصة «كيه-129» السوفييتية من قاع المحيط الهادئ في 1974، بواسطة سفينة «هيوز غلومار إكسبلورر» المصنوعة خصيصًا لتلك العملية. غرقت كيه-129 في 1968، على بعد 2,600 كم تقريبًا من شمال غرب هاواي. مشروع أزوريان من أعقد العمليات المخابراتية التي أجريت في الحرب الباردة وأشدها سرية وأعلاها تكلفة، إذ بلغت تكلفتها 800 مليون دولار، أي ما يعادل اليوم 4 مليارات دولار.
صممت الولايات المتحدة سفينة الانتشال وحمّالة الرفع، واعتمدت على تصاميم من ابتكار شركة «غلوبل مارين» (انظر مشروع موهول) التي استعملت معداتها التثبيتية الدقيقة في تثبيت السفينة فوق الهدف (أثناء إنزال سلسلة أنابيب طولها 4.8 كم تقريبًا). وساعدها علماء على ابتكار طرائق تحفظ بها وثائق كانت في الماء لعدة سنين، على أمل إصلاحها وقراءة كتب شفرة الغواصة. ومن دوافع هذا المشروع على الأرجح: استعادة صاروخ نووي سليم يُدعى «آر-21» (ويدعى عند الناتو: إس إس-إن-5 سيرب)، ومعدات ووثائق تشفير.
لم يكن بوسع الاتحاد السوفييتي تحديد موقع كيه-129، لكن الولايات المتحدة كانت عارفة بأماكن بحثها. فباستنادها إلى بيانات سجلتها مواقع «مركز القوات الجوية للتطبيقات التقنية» الأربعة ونظام المراقبة الصوتية الموجود في مدينة أداك، اكتشفت حادثًا صوتيًّا في 8 مارس، واحتُمل أنه صدر عن انفجار على متن الغواصة. ضيقت الولايات المتحدة نطاق الموقع إلى 9.3 كم. حددت غواصة «يو إس إس هلبوت» مكان الغواصة بواسطة: جهاز «فيش» (جهاز سَحْبِيّ مكون من مجموعة كاميرات، طوله 3.7 متر، ووزنه 1.8 طن)، وأضواء باهرة، وسونار صُنع ليتحمل ضغط الأعماق الهائلة. أجريت عملية الانتشال سرًا في المياه الدولية بعد 6 أعوام من الغرق، بدعوى التعدين في قاع البحر لاستخراج كرات المنغنيز. كانت سفينة هيوز غلومار إكسبلورر مِلكًا اسميًا لهاورد هيوز، الذي تحمل تكلفة صنعها بدعم سري من وكالة المخابرات المركزية. انتشلت السفينة جزءًا من كيه-129، لكن أدى عطل ميكانيكي إلى انفصال ثلثي الجزء المنتشَل وغرقه في القاع مجددًا.

## غرق كيه 129
في إبريل 1968 رُصد أسطول المحيط الهادئ السطحي السوفييتي برفقة طيارات سوفييتية في انتشار مفاجئ شمال المحيط الهادئ، انتشار تضمن عمليات بحث غير اعتيادية. احتمل مكتب المخابرات البحرية الأمريكي أن هذه العمليات سببها فقدان غواصة سوفييتية. تركز بحث السفن السوفييتية في موقع يُعرف باتصاله بالمسارات الدورية لغواصات فئة (جولف 2) السوفييتية الديزلية المزودة بصواريخ بالستية إستراتيجية. كان كلٌّ من هذه الغواصات يحمل 3 صواريخ نووية في برج قيادة ممتد، كانت تُنشر هذه الغواصات في نطاق صواريخ الساحل الغربي الأمريكي بشكل روتيني. بعد أسابيع من البحث، فشل السوفييتيون في تحديد مكان الغواصة الغارقة، وارتدت عمليات أسطول المحيط الهادئ السوفييتي شيئًا فشيئًا إلى مستواها الطبيعي.
كُلفت شبكات السماعات المائية التابعة لنظام المراقبة الصوتية الأمريكي في شمال المحيط الهادئ بمراجعة التسجيلات التي كانت سجّلتها، على أمل كشف انبجار (انفجار) متصل بالسفينة الغارقة. حللت البحرية بيانات صوتية حصلت عليها من مواقع «مركز القوات الجوية للتطبيقات التقنية» ونظام المراقبة الصوتية في مدينة أداك بألاسكا، وحددت موقع حطام الغواصة في حدود 9.3 كم، وكان الموقع على بعد مئات الكيلومترات من موقع البحث السوفييتي.
تمكنت منشأة «بوينت سور» البحرية في جنوب مونتيري (كاليفورنيا) من تمييز علامة صوتية سجلتها مصفوفة التردد المنخفض الخاصة بها، علامة على انبجار حدث في 8 مارس 1968. بالاستناد إلى توقيت منشأة بوينت سور، تمكنت أيضًا منشأة أداك البحرية ومنشأة الساحل الغربي البحرية من تمييز الحادث الصوتي. بمساعدة خمسة خطوط اتجاه من نظام المراقبة الصوتية، استطاعت المخابرات البحرية تحديد موقع الحطام عند خط عرض 40.1° شمالًا وخط طول 179.9° شرقًا (قرب خط التاريخ الدولي).
في يوليو 1968 بدأت البحرية الأمريكية «عملية دولار الرمل» بإطلاق غواصة «يو إس إس هلبوت» من بيرل هاربر إلى موقع الحطام، بهدف العثور على كيه 129 والتقاط صور لها. صنعت هلبوت في 1965 تصنيعًا يمكّنها من استعمال أدوات البحث عميقة الغطس، وكانت حينئذ الوحيدة من نوعها في الترسانة الأمريكية. كانت مساحة موقع البحث الذي حدده نظام المراقبة الصوتية 3,100 كم2، وكان الحطام على عمق 4.8 كم. حددت هلبوت موقع الحطام بعد 3 أسابيع من البحث البصري بواسطة كاميرات روبوتية يتم التحكم بها عن بُعد (للمقارنة: استغرق العثور على حطام غواصة «اسكوربيون» النووية الأمريكية في المحيط الأطلسي عام 1968 نحو 5 شهور). يقال إن هلبوت قضت الأسابيع اللاحقة تلتقط صورًا مقربة لكل جانب من جوانب الحطام، بلغ عددها 20,000 صورة، في إنجاز كُرِّمت عليه «بتنويه وحدات رئاسي» سري خاص وقّعه ليندون جونسون في 1968.
وبناء على هذه الصور اقترح مِلفين ليرد (وزير الدفاع الأمريكي)، وهنري كسنجر (مستشار الأمن القومي حينئذ) في 1970 خطة سرّية لانتشال الحطام، لتدرس الولايات المتحدة تقنيات الصواريخ النووية السوفييتية، وللحصول المحتمل على مواد التشفير. قبل الرئيس ريتشارد نيكسون الاقتراح، وكُلفت وكالة المخابرات المركزية بمحاولة الانتشال.

## صنع غلومار إكسبلورر، وقصتها الغطائية
تم التعاقد مع شركة «غلوبل مارين ديفيلوبمنت» (ذراع البحث والتطوير لشركة غلوبل مارين الرائدة في عمليات الحفر البحري العميق) على تصميم سفينة «هيوز غلومار إكسبلورر» وصنعها وإدارتها، لانتشال الغواصة السوفييتية سرا من قاع المحيط. صنعت السفينة في حوض شركة «صن شيب بيلدنغ»، قرب فيلادلفيا. وافق رجل الأعمال الملياردير هاورد هيوز -الذي كانت شركاته متعاقدة بالفعل على عديد من الأسلحة والطائرات والأقمار الصناعية الأمريكية السرّية- على جعل المشروع باسمه، للمساعدة على بناء غطاء للانتشال، غطاء مفاده أن السفينة غرضها استخراج كرات المنغنيز من قاع المحيط. لكن لم يكن له ولا لشركاته أي مشاركة فعلية في المشروع. صُوّرت كيه 129 على عمق يفوق 16,000 قدم (4,900 متر)، وبهذا تكون عملية انتشالها على عمق أكبر من أي محاولة لانتشال سفينة أخرى. في 1 نوفمبر 1972 بدأ العمل على متن هيوز غلومار إكسبلورر، البالغ وزنها 63,000 طن أمريكي (57,000 طن)، وطولها 619 قدمًا (189 مترًا).

## الانتشال
استعملت هيوز غلومار إكسبلورر مخلب ميكانيكي ضخم (سمّته شركة لوكهيد «مركبة الالتقاط»، وأما اسمه غير الرسمي فكان كليمنتين)، صمم لإنزاله إلى قاع المحيط فيمسك جزء الغواصة المستهدف، ثم يرفعه إلى متن السفينة. كان من متطلبات هذه التقنية الحفاظ على استقرار القاعدة العائمة فوق نقطة ثابتة على عمق 16,000 قدم (4,900 متر) من سطح المحيط.
كانت مركبة الالتقاط تنزل وترفع بواسطة سلسلة أنابيب كتلك التي تُستعمل في منصات التنقيب النفطي. كان طول كل من الأنابيب الفولاذية 30 قدمًا (9.1 متر)، وكانت تُربط أنبوبةً أنبوبة لإنزال المخلب من فتحة في منتصف السفينة، وكانت من تصميم شركة «ويسترن جير» القائمة في إيفرت بواشنطن. وعند نجاح الالتقاط كانت تُعكس العملية، فتُرفع أنبوبتان ويتم تفكيك كل منهما على حدى. كان من الممكن بعد ذلك سحب الهدف المنتشَل من فتحة «حوض القمر»، التي يسهُل غلق بابها ليصبح أرضية للجزء المنتشَل، وهذا أتاح إجراء عملية الانتشال كلها تحت الماء، بعيدًا عن أنظار أي سفينة أو طائرة أو قمر صناعي للعدو.
أقلعت هيوز غلومار إكسبلورر من لونج بيتش بكاليفورنيا في 20 يونيو 1974، قاطعة 3,008 أميال بحرية (5,571 كم)، وبلغت موقع الانتشال في 4 يوليو، واستغرقت عملياتها أكثر من شهر. في تلك الفترة مرت سفينتان -على الأقل- من البحرية السوفييتية بموقع هيوز غلومار إكسبلورر، هما: قاطرة «إس بي 10» البحرية العابرة للمحيط، وسفينة التتبع تشازما. اكتُشف بعد 1991 أن السوفييتيين أُبلغوا عن العملية، وكانوا على علم بأن وكالة المخابرات المركزية تخطط لمحاولة انتشال، لكن قيادتهم العسكرية رأت استحالة نجاح عملية كهذه، وتجاهلوا التحذيرات الاستخباراتية اللاحقة. في ما بعد أخذ السفير السوفييتي أناتولي دوبرينين يرسل رسائل مستعجلة إلى البحرية السوفييتية لتحذيرها من عملية وشيكة. أعاد مهندسو الجيش السوفييتي تقدير موقفهم، فقالوا إن انتشال كيه 129 ممكن بلا شك (لكن مستبعَد)، وأُمرت سفن المنطقة بالإبلاغ عن أي نشاط غريب، لكن عدم معرفتهم بموقع كيه 129 حال بينهم وبين إعاقة عملية الانتشال.
استنادًا إلى بيان تلقته وكالة المخابرات المركزية أثناء العملية، صرح اللواء العسكري الأمريكي رولاند لاجوا بأن عطلًا كارثيًّا أصاب كليمنتين، مغرقًا من جديد ثلثي الجزء الذي كان قد رُفع من كيه 129. وصرح موظفون سابقون بشركتي لوكهيد وغلوبل مارين بانكسار عدة «مخالب»، ربما لأنها من الفولاذ المارتنسيتي، صحيح أنه قوي جدًا، لكن لدونته ليست عالية إذا قورن بالأنواع الفولاذية الأخرى.